# Pulaar-Fulfulde
 (mars 2021).
 (mars 2021).
Le terme composé pulaar-fulfulde est considéré comme le nom unifiant de la langue peule, langue qui couvre un vaste continuum du Sénégal au Soudan. 
Cette zone de locuteurs du peul est néanmoins subdivisée en deux parties selon leur propre appellation de cette macro-langue : pulaar à l'ouest (Sénégal, Mali, Mauritanie, Gambie, Guinée (Pular), Guinée-Bissau, et fulfulde à l'est (Mali (Maasina), Burkina Faso, Côte d'Ivoire, Ghana, Togo, Niger, Nigeria, Cameroun, République Centrafricaine, Bénin, Tchad...

## Histoire
C'est dans les années 1960 que des étudiants venant de plusieurs de ces pays et parlant des dialectes peuls différents se sont rencontrés en Égypte et d'autres pays arabes. Suivant la région d'où il venaient, ils utilisaient le terme usuel dans cette région : pulaar pour ceux venant de l'ouest de l'Afrique, fulfulde pour ceux venant de l'est et du centre. C'est en travaillant ensemble comme une seule et unique entité qu'il s'est avéré nécessaire de ne pas privilégier un terme au détriment de l'autre. Le terme « pulaar et fulfulde » commence à apparaître en tant que locution parfois séparée par un espace ou une barre oblique.
Ce phénomène s'est aussi reproduit en Europe pendant les années 1980 avec notamment l'association Kawtal Janngooɓe Pulaar Fulfulde e Winndere ndee (KJPF).